# Ollastra
Ollastra település Olaszországban, Szardínia régióban, Oristano megyében. Lakosainak száma 1129 fő (2023. január 1.). Ollastra Fordongianus, Simaxis, Villanova Truschedu, Siapiccia és Zerfaliu községekkel határos.

## Népesség
A település lakossága az elmúlt években az alábbi módon változott:
| Lakosok száma | 1217 | 1212 | 1129 |
|               | 2017 | 2018 | 2023 |